# 올가 쿠젠코바
올가 세르게예프나 쿠젠코바(러시아어: Ольга Серге́евна Кузенкова, 1970년 10월 4일 ~ )는 러시아의 해머던지기 선수로 10m 이상을 던진 첫 여성 선수이다.
스몰렌스크에서 태어난 쿠젠코바는 2000년 시드니 올림픽에 처음 나가 2위를 하다가, 4년 후 아테네 올림픽에서 금메달을 획득하였다.

## 도핑 실증
2012년 아테네 올림픽으로부터 그녀의 견본들이 재시험되어 단백동화 스테로이드의 실증이 되었다. 이어서 그녀는 국제 아마추어 육상 연맹에 의하여 조사에 들어갔다.
2013년에는 2005년 세계 육상 선수권 대회로부터 그녀의 견본들이 재시험 되고, 쿠젠코바는 거기에서도 도핑 위반을 가졌다는 것이 찾아졌다. 그해 3월 그녀는 2년 동안 출전을 금지당하였다.

## 같이 보기
- 올림픽 육상 여자 메달리스트 목록